# Pedro del Cura
Pedro del Cura Sánchez (Madrid, 4 de febrero de 1974) es un pedagogo y político español, miembro de Izquierda Unida, que ejerció de alcalde de Rivas-Vaciamadrid entre 2014 y 2022.

## Biografía
Nació en Madrid en 1974 y doce años más tarde, como muchas otras familias del sur de la capital, se trasladó a Rivas-Vaciamadrid. Estudió EGB en los barracones del colegio público Victoria Kent y el Bachillerato en el IES Las Lagunas, en Rivas. 
Es diplomado en Educación Social, licenciado en Pedagogía y máster en Psicología del Trabajo, de las Organizaciones y Gestión de Recursos Humanos por la Universidad Complutense de Madrid.
Su trayectoria profesional ha estado vinculada a la intervención social comunitaria y las políticas de juventud e infancia. Aprobó las oposiciones en la Administración Pública en 1996 y es funcionario de carrera del Ayuntamiento de Rivas Vaciamadrid. 
Su actividad social y política comienza a los 14 años, participando en diferentes asociaciones estudiantiles, juveniles y ecologistas. Se afilia a las Juventudes Socialistas de Rivas y al Sindicato de Estudiantes. Participa también como voluntario de la agrupación de Protección Civil, donde fue su máximo responsable durante varios años. Con 19 años se afilia a Izquierda Unida, siendo responsable de su área de Juventud y desempeñando diferentes responsabilidades en la dirección local del partido, llegando a ser su coordinador local. 
Su trayectoria institucional comenzó en el 2003, año en el que concurrió a las elecciones municipales en la candidatura de Izquierda Unida, asumiendo la Concejalía de Infancia y Juventud. 
Cuatro años más tarde, en 2007, fue portavoz del Grupo Municipal de Izquierda Unida en el Ayuntamiento y responsable del Área de Políticas Sociales. En esta legislatura, Izquierda Unida y PSOE alcanzaron un acuerdo de Gobierno que no se renovó tras las elecciones de 2011, momento en el que Del Cura asumió la segunda Tenencia de Alcaldía. 
En el año 2013 se producen diferencias en el seno del Gobierno municipal de Izquierda Unida en relación con la gestión realizada por la Empresa Municipal de Vivienda (EMV) por un duro informe de la Cámara de Cuentas de Madrid, que motivaron la dimisión del entonces alcalde, José Masa. 
La Asamblea de Izquierda Unida decidió en mayo de 2014 que Masa fuese sustituido por Del Cura. Una vez asumió la alcaldía, se produjo una campaña de acusaciones sobre su vivienda. Se hizo público que Del Cura vivía en un amplio ático construido uniendo dos VPO: una estaba a su nombre y otra era "propiedad" de su madre, que residía en una tercera VPO con su padre. El hecho combinaba una serie de graves irregularidades y faltas éticas: Nadie puede tener más de una VPO, no se puede ser propietario de una sin residir en ella, etc.  Posteriormente, dicha campaña tuvo continuidad con acusaciones sobre la contratación municipal que el Gobierno de Rivas respondió con la puesta en marcha de una Comisión de Investigación presidida por un concejal de la oposición en la que se demostró que las acusaciones de delitos eran falsas. El Juzgado de Arganda archivó también la denuncia presentada por el Partido Popular, decisión que fue ratificada por la Audiencia Provincial de Madrid. Las irregularidades en la concesión de contratos y subvenciones a familiares de los concejales de IU que participaban en la decisión sobre ellas no fueron consideradas delictivas por los tribunales.
Durante aquel periodo, Del Cura fue uno de los defensores de la unidad de acción entre Izquierda Unida y Podemos, defendiendo las tesis de Alberto Garzón a nivel estatal, lo que le supuso un enfrentamiento con la dirección de Izquierda Unida de la Comunidad de Madrid, presentando así su dimisión como secretario de Política Institucional. 
En el año 2015, Pedro del Cura concurrió a las elecciones municipales liderando una candidatura de unidad popular denominada Somos Rivas, impulsada por Izquierda Unida y Equo, siendo la lista más votada, por lo que continuó al frente de la Alcaldía. En mayo de 2017, Somos Rivas y Rivas Puede (Podemos) alcanzaron un acuerdo en la ciudad que supuso la incorporación de la candidatura local de Podemos a las tareas de Gobierno. 
En el año 2019, Del Cura ganó de nuevo las elecciones liderando la candidatura de Izquierda Unida - Equo - Más Madrid e impulsó un acuerdo de Gobierno con Podemos. Meses más tarde, en julio de 2020, alcanzó un acuerdo de Gobierno que su supuso la incorporación del PSOE.  
En el año 2019 fue también elegido vicepresidente de la Federación de Municipios de Madrid (FMM), donde es portavoz de la Red de Municipios del Cambio, espacio que aglutina a todos los partidos progresistas a la izquierda del PSOE y Alcaldías independientes. También es miembro de la Junta de Gobierno de la Federación Española de Municipios y Provincias (FEMP), donde ejerce como portavoz del Grupo Municipalista IU - Podemos - Comuns. A su vez, representa a este espacio en el comité mundial de la organización Ciudades y Gobiernos Locales Unidos (CGLU).
En julio de 2022 anuncia que deja el cargo tras estar ocho años al frente del consistorio ripense, siendo proclamada alcaldesa la número dos de Izquierda Unida Rivas, Aída Castillejo.